# Thuidium fuscatum
Thuidium fuscatum là một loài Rêu trong họ Thuidiaceae. Loài này được Besch. miêu tả khoa học đầu tiên năm 1892.